# Kazáriai rovásírás
A steppei rovás a Kárpát-medencétől keletre használt rovás ábécék összefoglaló neve. A steppei rovás a rovásíráscsaládba tartozik.
A steppei rovás jobbról balra haladt. Egyes esetekben összerovás (ligatúraképzés) is megfigyelhető a feliratokon. Az ismert steppei rovásfeliratokon nem találtak számjegyet.

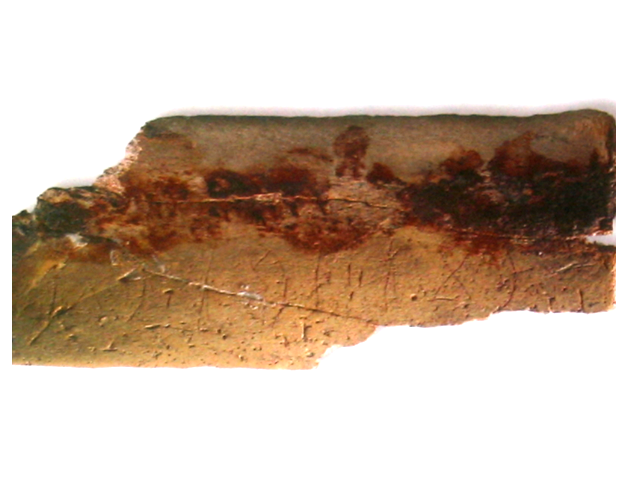
A Homokmégy-halomi rovásfelirat a 900-as évekből

## Elnevezési kérdések
A steppei rovás egyéb elnevezései: Don-Kuban írás, Volga-Don írás, nyugati türk írás,  vagy kazáriai rovás. Ez utóbbi elnevezés Vékony Gábor régésztől származik, aki ennek az írásnak a legelső megfejtője volt. Viszont Róna-Tas András turkológus professzor szerint a kazár elnevezés nem megfelelő. L. R. Kyzlasov doni ábécének hívja azt az írást, amelyet a Kazár Kaganátusban használtak a 8. és a 10. század között, ill. kubani ábécének azt, amit a volgai bolgárok használtak a 8-13. században. Véleménye szerint mindkét ábécébe tartozó feliratokat lehet találni a Pontuszi steppén és a Káma folyó partjainál.
A nyugati türk írás elnevezés azonban hibás, mert a steppei rovás kialakulása nem köthető a türkökhöz.
A steppei rovás elnevezését az is indokolja, hogy az ebbe az írásba tartozó írásemlékek a hajdani Kazár Kaganátuson kívüli területekről is származnak, amelyek közvetlenül nem köthetők ahhoz. Bár a kazár népnév a steppei hagyományoknak megfelelően törzsi-nemzetségi szövetséget takar, ezért eleve tágan értelmezendő, azonban a steppei rovásírás emlékei a hajdani Kazár Kaganátus területén túl, a volgai Bolgárország, a Kárpát-medence egyes vidékein és elszórva Közép-Ázsiában is megtalálhatók. Valószínűsíthető, hogy a steppei rovás a feltételezett korai sztyeppei írás és a már rekonstruált protorovás leszármazottja.
1945. előtt Magyarországon a steppe szót használták az eurázsiai füves pusztára. 1945 után tértek át az orosz nyelvből származó sztyeppe kiejtésre. Ma Sándor Klára turkológus és Zelliger Erzsébet magyar nyelvész, dialektológus javasolja a steppe szó alkalmazását szemben a sztyeppe alakkal.

## A steppei rovás néhány emléke
- Kárpát-medencéből származó steppei rovásemlékek
  - Homokmégy-halomi tegez csontborításán lévő türk nyelvű felirat (honfoglalás kora)
  - Alsószentmihályfalvai rovásfelirat (10. sz. első fele)
  - Békés-povádzugi rovásfeliratok (10. sz., megjegyzendő, hogy ez az emlék esetleg a Kárpát-medencei rovásba tartozik)
- Volgai Bulgária területéről származó steppei rovásemlékek
  - Biljari cseréptöredék
- Kazár Kaganátus területéről származó steppei rovásemlékek
  - Kijevi levél (Vékony G. szerint ezt a kazár fővárosban írták, amely valahol a Volga folyó mellett volt[5])
  - Majaki amforafelirat ogur nyelven
  - Stanica Krivjanskajai agyagkulacs felirata ász/alán nyelven
  - Majackoe gorodišče-i nagy építési felirat
- Közép-Ázsia területéről származó steppei rovásemlékek
  - Ačïqtaši korai baskír nyelvű felirat a Talasz völgyéből
  - Minusinski orsókorong

## Története
A steppei rovás ma ismert emlékeit többségében a hajdani Kazár Kaganátus területén találták meg, de Szibériától Erdélyig számos helyen előfordulnak további leletek. A kazárok egy része, akiket kavaroknak (vagy kabaroknak) neveztek a 9. században csatlakozott az Árpád vezette magyarokhoz, részt vett a honfoglalásban és így a mai magyar nemzet kialakulásában.  A steppei rovást a feltárt leletek alapján a 7-től a 10/13. századig alkalmazták és legkésőbbi leleteinek egy része pontosan a kavarokhoz kötődik a Kárpát-medencében.
A steppei rovással rokon írások a néhány éve újjáélesztett kárpát-medencei rovás és a máig folyamatos használatban lévő székely-magyar rovás, azonban a steppei rovás korszerű használatáról nincs információ.

## Jelkészlet
A steppei rovás jelei az alábbi táblázatban láthatók.
| Steppei rovásbetű | Betűnév      | Történelmi hangérték | Előfordulás                                                                                 |
| ----------------- | ------------ | -------------------- | ------------------------------------------------------------------------------------------- |
|                   | VILLÁS A     | /a/                  | Ermen Tolgai Szarvasmarhakoponya                                                            |
|                   | B            | /b/                  | Homokmégy-Halom                                                                             |
|                   | SZÖGLETES B  | /b/                  | Zsitkov, Stanica Krivjanskaja, Ermen Tolgai Szarvasmarhakoponya                             |
|                   | ÍVES B       | /b/                  | Zsitkov                                                                                     |
|                   | EMELT B      | /b/                  | Kumara, Alsószentmihályfalva                                                                |
|                   | HÁRMAS CS    | /ts/                 | Ačïqtaš                                                                                     |
|                   | ÍVES D       | /d/                  | Zsitkov, Ačïqtaš                                                                            |
|                   | VILLÁS D     | /d/                  | Homokmégy-halomi rovásfelirat                                                               |
|                   | HEGYES D     | /d/                  | Zsitkov, Ačïqtaš, Kijevi levél, Ačïqtaš                                                     |
|                   | ÁTLÓS E      | /ɛ/                  | Majaki Amfora, Kumara                                                                       |
|                   | ÍVES E       | /ɛ/                  | Zsitkov, Kumara                                                                             |
|                   | SZÖGLETES E  | /ɛ/                  | Ačïqtaš                                                                                     |
|                   | VILLÁS E     | /a/,/ɛ/              | Alsószentmihályfalva                                                                        |
|                   | BEZÁRT E     | /e/                  | Ačïqtaš                                                                                     |
|                   | KÖZPONTI F   | /f/                  | Stanica Krivjanskaja                                                                        |
|                   | BEZÁRT G     | /g/                  | Homokmégy-Halom, Minusinski orsókorong                                                      |
|                   | VILLÁS G     | /g/                  | Kumara                                                                                      |
|                   | GH           | /ɣ/                  | Zsitkov, Ačïqtaš, Kijevi levél, Minusinski orsókorong                                       |
|                   | HÁRMAS GH    | /ɣ/                  | Homokmégy-Halom                                                                             |
|                   | HEGYES CH    | /h/x/                | Ačïqtaš, Békés-povádzugi rovásfeliratok                                                     |
|                   | ÍVES CH      | /x/                  | Stanica Krivjanskaja                                                                        |
|                   | SZÖGLETES CH | /x/                  | Majaki                                                                                      |
|                   | VILLÁS CH    | /x/                  | Zsitkov                                                                                     |
|                   | SZÖGLETES I  | /i/                  | Alsószentmihályfalva, Kijevi levél                                                          |
|                   | ÍVES I       | /i/                  | Alsószentmihályfalva                                                                        |
|                   | KÖRVÉGŰ I    | /i/                  | Kumara, Minusinski orsókorong, Ermen Tolgai marhakoponya                                    |
|                   | BEZÁRT J     | /j/                  | Zsitkov, Alsószentmihályfalva, Majackoje kisebb felirat                                     |
|                   | VILLÁS K     | /k/                  | Zsitkov                                                                                     |
|                   | KÜ           | /ky/                 | Alsószentmihályfalva                                                                        |
|                   | EGYSZERŰ L   | /l/                  | Kijevi levél, Majackoje Gorodische                                                          |
|                   | ÍVES L       | /l/                  | Kumara                                                                                      |
|                   | KERESZTES L  | /l/                  | Homokmégy-Halom                                                                             |
|                   | VILLÁS L     | /l/                  | Minusinski orsókorong                                                                       |
|                   | LT           | /lt/                 | Majackoje G. nagy építési felirat                                                           |
|                   | NYITOTT M    | /m/                  | Ačïqtaš, Minusinski orsókorong                                                              |
|                   | KEREK M      | /m/                  | Novocserkasszk                                                                              |
|                   | N            | /n/,/ɲ/              | Homokmégy-Halom                                                                             |
|                   | SZÖGLETES N  | /n/                  | Kumara                                                                                      |
|                   | VILLÁS N     | /n/                  | Ačïqtaš                                                                                     |
|                   | NG           | /ŋ/                  | Ermen Tolga                                                                                 |
|                   | VILLÁS O     | /o/                  | Kumara, Novocserkasszk                                                                      |
|                   | P            | /p/                  | Ačïqtaš                                                                                     |
|                   | EGYSZERŰ P   | /p/                  | Zsitkov, Kumara, Minusinski orsókorong                                                      |
|                   | ÍVES Q       | /q/                  | Ačïqtaš                                                                                     |
|                   | NYITOTT Q    | /q/                  | Ačïqtaš                                                                                     |
|                   | SZÖGLETES Q  | /q/                  | Homokmégy-Halom                                                                             |
|                   | BEZÁRT Q     | /q/                  | Alsószentmihályfalva, Kijevi levél, Majackoje nagyobbik felirat, Majackoje kisebbik felirat |
|                   | R            | /r/                  | Majaki amfora, Minusinski orsókorong                                                        |
| ,                 | ÍVES R       | /r/                  | Ačïqtaš, Stanica Krivjanskaja                                                               |
|                   | BEZÁRT R     | /r/                  | Zsitkov, Ačïqta                                                                             |
|                   | ÍVES S       | /ʃ/                  | Majackoje G. nagy építési felirat                                                           |
|                   | KÖRVÉGŰ S    | /ʃ/                  | Stanica Krivjanskaja                                                                        |
|                   | ZS           | /ʃ/                  | Zsitkov, Gyevica érmék                                                                      |
|                   | SL           | /ʌ/                  | Biljar                                                                                      |
|                   | SZ           | /s/                  | Homokmégy-Halom                                                                             |
|                   | VILLÁS SZ    | /s/                  | Kumara, Stanica Krivjanskaja                                                                |
|                   | ÍVES T       | /t/                  | Kumara                                                                                      |
|                   | KÖZPONTI T   | /t/                  | Kumara, Stanica Krivjanskaja                                                                |
|                   | BEZÁRT T     | /t/                  | Biljar                                                                                      |
|                   | NYITOTT T    | /t/                  | Ačïqtaš, Kumara, Alsószentmihályfalva                                                       |
|                   | ÍVES Ü       | /y/                  | Kétnyelvű kazár érme                                                                        |
|                   | HEGYES Ü     | /y/                  | Alsószentmihályfalva                                                                        |
|                   | SZÖGLETES Ü  | /y/                  | Minusinski orsókorong                                                                       |
|                   | NYITOTT V    | /β/                  | Majaki Amfora                                                                               |
|                   | KÖZPONTI Z   | /t/ʒ/                | Kumara, Stanica Krivjanskaja, Minusinski orsókorong                                         |

## Számítástechnikai megjelenítése

### Betűkészlet
Ingyenesen letölthető hozzá a steppei rovás betűkészlet. Webes használatához további segítséget nyújt a rovasmag.hu listája (lásd "Rovas Steppean" név alatt). A betűkészletben szereplő betűk előállítása a billentyűzeten a hozzá tartozó steppei rovás kódtáblázat segítségével valósítható meg.

### Unicode előterjesztések
- Demeczky Jenő, Giczi György, Dr. Hosszú Gábor, Kliha Gergely, Dr. Obrusánszky Borbála, Rumi Tamás, Sípos László, Dr. Zelliger Erzsébet javaslata  - Kiegészítő információk a Rovás írásnévről (angolul): Additional information about the name of the Rovas script. Individual Contribution for consideration by UTC and ISO/IEC JTC1/SC2/WG2 and ISO 15924/MA-JAC Archiválva 2014. február 22-i dátummal a Wayback Machine-ben, 2012. október 21.
- Demeczky Jenő, Dr. Hosszú Gábor, Rumi Tamás, Sípos László, Dr. Zelliger Erzsébet: Revised proposal for encoding the Rovas in the UCS. Individual Contribution for consideration by UTC and ISO/IEC JTC1/SC2/WG2 Archiválva 2014. március 17-i dátummal a Wayback Machine-ben, 2012. október 17.
- Kód kérése a Rovás számára az ISO 15924 szabványba[halott link], 2012. október 21. (angolul)
- Jenő Demeczky, György Giczi, Gábor Hosszú, Gergely Kliha, Borbála Obrusánszky, Tamás Rumi, László Sípos, Erzsébet Zelliger: About the consensus of the Rovas encoding - Response to N4373. Individual Contribution for consideration by UTC and ISO/IEC JTC1/SC2/WG2[halott link]. Registered by UTC (L2/12-337), 2012-10-24  (angolul)

## Forrásművek
- Hosszú, Gábor (2011, 2012, 2013): Heritage of Scribes. The Relation of Rovas Scripts to Eurasian Writing Systems.  2011: First edition, 2012: Second edition, 2013: Third edition. Budapest: Rovas Foundation, ISBN 978-963-88437-4-6, fully available from Google Books at https://books.google.hu/books?id=TyK8azCqC34C&pg=PA143
- Kyzlasov I.L. (1994): Writings Of Eurasian Steppes. In: Eastern Literature, Moscow
- Róna-Tas, András (1999a): Hungarians and Europe in the Early Middle Ages – An Introduction to Early Hungarian History, Budapest: CEU Press, ISBN 9799639116480
- Róna-Tas, András (1999b): The Khazars and the Magyars. In: Golden, Ben-Shammai, & Róna-Tas (eds., 1999), 269-278
- Vékony Gábor (1985): Késő népvándorláskori rovásfeliratok. In: Életünk Vol. XXII. No. 1, 71-84.
- Vékony Gábor (1987a): Későnépvándorláskori rovásfeliratok a Kárpát-medencében. Szombathely-Budapest: Életünk szerkesztősége. ISBN 978-963-025-132-7
- Vékony, Gábor (1987b): Spätvölkerwanderungszeitliche Kerbinschriften im Karpatenbecken. In: Acta Archeologica Hungarica. Vol. 39, 211-256.
- Vékony Gábor (2004): A székely írás emlékei, kapcsolatai, története

## Webes hivatkozások
- Letölthető rovás betűkészletek legteljesebb gyűjteménye
- Rovás Infó (Rovás Alapítvány)
- Steppei rovásírásról a RovásPédián
- Sípos Lászlóval készül interjú a Rovás Híradóban[halott link] (magyarul)
- Dr. Kontur László: Nostratic language (magyarul, angolul, németül)
- Az Index cikke a rovásírásról  (magyarul)